# Zita Johann
Zita Johann (ur. 14 lipca 1907 Timișoarze, zm. 20 września 1993 w Nowym Jorku) – amerykańska aktorka, węgierskiego pochodzenia. Występowała w roli księżniczki Anckesen-Amon w filmie Mumia z 1932 roku.

## Życiorys
Urodziła się w 1907 roku w Timișoarze, na terenie Austro-Węgier (obecnie Rumunia). W wieku siedmiu lat, wraz z rodzicami, przeniosła się do USA. Początkowo grywała w szkolnych przedstawieniach. W 1924 roku zadebiutowała na Broadwayu i przez kolejne lata odnosiła sukcesy grając na deskach teatrów. 
W 1931 roku zagrała w swoim pierwszym filmie Walka (The Struggle). Potem pojawiła się jeszcze w takich obrazach jak: Tygrys Pacyfiku (Tiger Shark, 1932) czy najbardziej znany Mumia (The Mummy, 1932). Aktorka jednak zrezygnowała z gry w filmach i powróciła do pracy w teatrach. Zagrała łącznie w 7 filmach. 
Była trzykrotnie mężatką. Wszystkie jej małżeństwa zakończyły się rozwodem. Zmarła na zapalenie płuc w wieku 89 lat.